# گیاهان دارویی ایران
گیاهان داروئی ایران کتابی از علی زرگری است که در سال ۱۳۳۲ منتشر و برندهٔ جایزه کتاب سال سلطنتی شد. در این کتاب نام‌های علمی گیاهان یا فرآورده‌های آنها و معادل‌هایشان در زبان‌های فرانسه، انگلیسی، آلمانی، ایتالیایی و عربی آمده‌است. پس از وصف هر گیاه، به خواص دارویی آن بر اساس منابع تاریخی و مقالات تحقیقی، تهیه دارو از آن گیاه و محل رویش آن در ایران و جهان اشاره شده‌است. مولف در این پنج جلد کتاب حدود ۱۶۱ تیره و ۹۳۶ گونه گیاهی را معرفی نموده که در میان گیاهان به شرح و تفصیل بیشتری بر روی تیره خشخاش پرداخته‌است. دوره پنج جلدی گیاهان دارویی ایران در سال ۱۳۷۲ نیز به عنوان کتاب سال برگزیده شده‌است.

## مؤلف
این کتاب، اثری پژوهشی است که علی زرگری گیاه‌شناس و داروساز ایرانی و چهره ماندگار در زمینه گیاه‌شناسی، آن را به زبان فارسی تألیف کرده‌است. او کتاب «گیاهان دارویی ایران» را در پنج جلد نگاشته‌است که تاکنون یکی از کتاب‌های مرجع و مهم در زمینه گیاهان دارویی به زبان فارسی محسوب می‌شود. این کتاب در دو دوره به عنوان کتاب سال برگزیده شده‌است: بار نخست سه جلد اول آن در دوره پهلوی و در سال ۱۳۳۲ به عنوان کتاب سال سلطنتی انتخاب شد و بار دوم در سال ۱۳۷۲ مجموعه پنج جلدی «گیاهان دارویی» منتخب کتاب سال جمهوری اسلامی ایران بوده‌است.

## چاپ
به گزارش دانشنامه جهان اسلام، اولین بار این کتاب در فاصله سال‌های ۱۳۲۹ تا ۱۳۳۱ توسط موزه طبیعی ایران و در سه جلد به چاپ می‌رسد که در سال ۱۳۳۲ به عنوان برنده جایزه کتاب سال اعلام می‌گردد. در سال‌های بعد، دو جلد نخست آن با عنوان «گیاهان دارویی» در انتشارات امیرکبیر تجدید چاپ می‌شود. بعدها نیز هر جلد آن به‌طور جداگانه یا به شکل مجموعه پنج جلدی چندین بار به چاپ می‌رسد. در نهایت در سال ۱۳۸۹ ویرایش دومی از این کتاب صورت می‌پذیرد که همراه با تجدید نظر و اضافات و به کوشش مرضیه ذاکری (همسر زرگری) بوده‌است.